# Gabriel Strobl
Gabriel Strobl (* 3 de novembre 1846, Unzenmarkt, Estiria, Imperi Austríac - 15 de març 1925, Admont, Benediktinerstift) fou un sacerdot catòlic austríac, botànic, entomòleg que es va especialitzar en Diptera.

## Carrera
L'any 1866, als 20 anys, fou nomenat prevere catòlic (Pare) en el monestir benedictí d' Admont Abbey (Stift Admont). Un incendi devastador del monestir, l'any 1865, va destruir el Gabinet d'Història Natural (un museu) i el seu contingut, que havia inclòs l'Univers de Josef Stammel. Va ser encarregat per l'abat Karlmann Hieber de la reconstrucció del Museu d'Història Natural. En 44 anys d'obra - fins al seu accident cervell-vascular l'any 1910 - Gabriel Strobl va reconstruir el Museu de nou. En els seus primers 12 anys de treball es va dedicar principalment a la botànica, abans de dedicar-se per complet a l'entomologia en els següents 32 anys. Encara que la seva obra era publicar principalment en Diptera, també va treballar en Hymenoptera i en Coleoptera de la península Balcànica que va ser governada en part per Àustria fins a 1918.

## Algunes publicacions
Diptera
- 1880. Dipterologische Fon um Seitenstetten. Ein Beitrag zur Fauna Nieder-Österreichs (Conclusions Dipterológiques de Seitenstetten. Una contribució a la fauna de la Baixa Àustria). Programm des Kaiserlich-königlichen Ober-Gymnasiums der Benedectiner zu Seitenstetten 14: 3-65.
- 1893. Beiträge zur Dipterenfauna des österreichischen Littorale (Les contribucions als dípters del Litoral d'Àustria). Wien. Ent. Ztg. 12: 29-42, 74-80, 89-108, 121-136 and 161-170.
- 1894. Die Dipteren von Steiermark (Diptera d'Estiria). Mitt. Naturw. Ver. Steiermark 30 (1893): 1-152.
- 1898a. Die Dipteren von Steiermark. IV Theil. Nachträge (Diptera d'Estiria. Parteix IV. Suplements). Mitt. Naturw. Ver. Steiermark 34 (1897): 192-298
- 1898b. Fauna diptera Bosne, Hercegovine I Dalmacie. Glasn. Zemalj. Muz. Bosni Herceg. 10: 387-466, 562-616 (en serbi)
- 1900a. Dipterenfauna von Bosnien, Hercegovina und Dalmatien. Wiss. Mitt. Bosn. Herzeg. 7: 552-670 (traducció alemanya de l'article publicat el 1898b, amb addicions)
- 1900b. Spanische Dipteren. IX. Theil. Wien. Ent. Ztg. 19: 61-70
- 1901. Tief's dipterologischer Nachlass aus Kärnten und Österreich-Schlesien. Jahrb. Naturh. Landesmus. Kärnten 26 (1900): 171-246.
- 1902. Novi prilozi fauni diptera Balkans'kog poluostrva [Noves contribucions sobre la fauna diptèrica de la península balcànica]. Glasn. Zemalj. Muz. Bosni Herceg. 14: 461-517.
- 1904. Neue Beiträge zur Dipterenfauna der Balkanhalbinsel. Wiss. Mitt. Bosn. Herzeg. 9: 519-581. (traducció germann de Strobl 1902)
- 1906. Spanische Dipteren II. Mem. R. Soc. Esp. Hist. Nat. (Madrid), Segona Època 3 (1905): 271-42
- 1909. Amb Czerny, L. Spanische Dipteren. III. Beitrag. Verh. Zool.-Bot. Ges. Viena 59(6): 121-310
- 1910. Die Dipteren von Steiermark. II. Nachtrag. Mitt. Naturw. Ver. Steiermark 46 (1909): 45-293

Hymenoptera
- 1900-1903. Ichneumoniden Steiermarks (und der Nachbarländer (i els països veïns). 388 pàg.

## Col·leccions

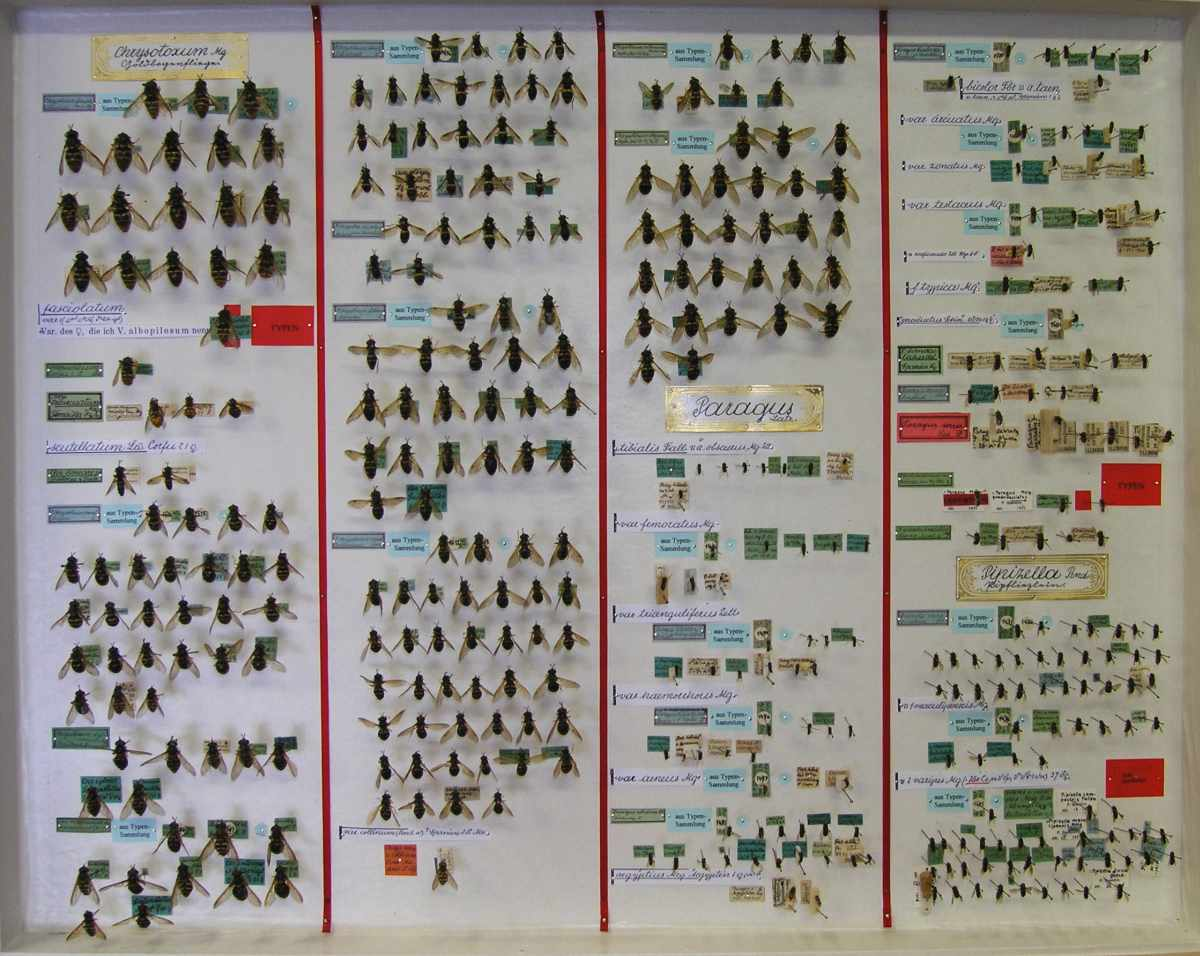
La col·lecció de dípters d' Admont Abbey

Les seves col·leccions de Diptera i de Coleoptera (exceptuant a les exòtiques, ie. espècies no-europees) es troben en el Museu d'Història natural d'Admont Abbey (Stift Admont) així com totes les seves Lepidoptera. Les exòtiques Coleoptera i Cicadidae, i totes les seves Hymenoptera estan al Museu Nacional Joanneum d'Estiria a Graz. Les Syrphidae via H. R. Meyer estan en el Museu Estatal de Hessen a Darmstadt.